# Arrondissement de Méouane
Das Arrondissement de Méouane ist eines von den vier Arrondissements, in die das Département Tivaouane als Teil der Region Thiès gegliedert ist. Das Arrondissement umfasst vier Gemeinden (Communes). Die Unterpräfektur als Sitz des Arrondissements liegt in der Gemeinde Méouane.

## Geografie
Das Arrondissement liegt im zentralen Westen Senegals. Es umfasst das Küstengebiet entlang der Grande-Côte mit dem Gürtel der Küstendünen und den dahinter liegenden fruchtbaren Feuchtgebieten der Niayes nordwestlich der Städte Tivaouane und  Mékhé und hat eine Fläche von 1081,164 km².

## Bevölkerung
Die Daten des Arrondissements und seiner Gemeinden (Communes) sind der Fläche und den letzten Volkszählungen nach wie folgt zusammengestellt:
| Commune        | Fläche km² | Einwohner 2013 | Einwohner 2023 |
| -------------- | ---------- | -------------- | -------------- |
| Méouane        | 331,900    | 35.615         | 46.289         |
| Darou Khoudoss | 612,000    | 53.431         | 104.346        |
| Taïba Ndiaye   | 130,100    | 22.268         | 36.721         |
| Mboro          | 7,164      | 27.693         | 40.811         |
| Arrondissement | 1081,164   | 139.007        | 228.167        |